# Louis Bigot
Louis Jules Alfred Marc Bigot (* 31. Mai 1913 in Étaples; † 13. März 1996 in Bourgnac) war ein französischer Schachspieler.
Bigot, von Beruf Arzt, trat in den 1940er Jahren schachlich in Erscheinung. 1943 gewann er die französische Meisterschaft, die französische Meisterschaft im Fernschach gewann er zweimal. Bei der neunten Fernschachmeisterschaft 1942/43 teilte er den Titel mit Henri Pinson, die elfte Meisterschaft 1945/46 entschied er mit einem Punkt Vorsprung für sich. 1946 und 1947 spielte er bei Freundschaftswettkämpfen gegen die Schweiz und die Tschechoslowakei in der französischen Mannschaft.